# Onthophagus penmani
Onthophagus penmani é uma espécie de inseto do género Onthophagus, família Scarabaeidae, ordem Coleoptera.
Foi descrita cientificamente por Masumoto & Ochi & Hanboonsong em 2002.